# Arnošt Rosin
Arnošt Rosin (n. 20 martie 1913, Szinna, Austro-Ungaria, din 28 octombrie 1918, Snina, Cehoslovacia – d. 1999, Düsseldorf, Germania) a fost prizonier în lagărul de concentrare Auschwitz, deportat acolo pentru că era evreu. Împreună cu un alt prizonier, a fost printre puținii care au reușit să evadeze din lagăr. Amândoi sunt la originea unuia din rapoartele despre Auschwitz care au dezvăluit lumii atrocitățile comise de naziști, în special caracterul de genocid al uciderii evreilor.

## Biografie

### Înainte de deportare
Arnošt Rosin s-a născut într-o familie numeroasă, având cinci frați și surori. A urmat școala generală la Snina, apoi două școli medii așa-numite comerciale, la Humenné și la Košice. În 1933 a devenit stagiar la întreprinderea Tatra, apoi a lucrat tot acolo ca vânzător de mașini agricole, tractoare și alte utilaje. Cum în țară antisemitismul se accentua, a vrut să emigreze în Palestina (viitorul Israel), dar a trebuit să facă serviciul militar, după care a lucrat la aceeași întreprindere, până la izbucnirea celui de-Al Doilea Război Mondial, în 1939. Slovacia era atunci un stat independent, aliat cu Germania nazistă, având legi antisemite, de aceea dorința lui Rosin de a emigra a devenit mai puternică și a intrat într-o comunitate de evrei care se pregăteau pentru aceasta, dar nu a reușit să plece.

### La Auschwitz
Deportarea evreilor din Slovacia a început în primăvara lui 1942. Pe la sfârșitul lui martie, Rosin s-a dus la părinți la Snina. Curând au venit să-l ia doi jandarmi pe care, de altfel, îi cunoștea personal. A fost dus în lagărul de adunare de la Žilina, apoi, în aprilie, în lagărul de concentrare Auschwitz I. I s-a tatuat numărul de prizonier 29858. După câteva zile a fost dus în lagărul din apropiere, Auschwitz II-Birkenau și inclus într-un Sonderkommando⁠(d), grup de prizonieri folosit atunci la îngroparea prizonierilor omorâți prin gazare.
O primă întâmplare norocoasă pentru el a fost când un camarad din Sonderkommando i-a dat o bucată de pâine luată de la o viitoare victimă, și Rosin a găsit în ea un lănțișor de aur. A dat-o deținutului folosit la ținerea scriptelor din baraca lui, care i-a aranjat prin relațiile pe care le avea, ca Rosin să fie transferat în altă baracă. Aceasta i-a salvat viața, pentru că toți deținuții din acel Sonderkommando au fost uciși mai târziu pentru tentativă de evadare colectivă.
După șase săptămâni de la sosire, Rosin s-a îmbolnăvit de tifos, dar a supraviețuit. Când s-a simțit mai bine, i-a ajutat pe ceilalți bolnavi, printre care un deținut german condamnat de drept comun cu funcția de Lagerälteste, șef de lagăr. După aceea a lucrat într-o carieră de pietriș. În primăvara lui 1943, cel pe care îl ajutase l-a căutat și i-a rezolvat să fie folosit la ținerea scriptelor unei barăci, o funcție privilegiată, care i-a permis să scape de munca fizică și să ajungă la mai multă hrană decât deținuții de rând.
La începutul anului 1944, Rosin a ajuns să lucreze la sectorul numit de deținuți „Canada”, unde se sortau lucrurile din bagajele deportaților aduși. Cei care lucrau acolo reușeau uneori să-și procure pe ascuns hrană, îmbrăcăminte, țigări, chiar bijuterii și valută pentru ei, și cu care puteau să-i ajute pe alți deținuți și să mituiască deținuți cu funcții. Unii SS-iști închideau ochii și luau și ei, contrar regulamentului lor, lucruri de valoare dintre cele găsite de deținuți.
Mai târziu, Rosin a devenit Blockälteste (deținut șef al unei barăci), la care a ajuns deținut cu scriptele Alfréd Wetzler, un compatriot. Acesta a evadat la 7 aprilie 1944, împreună cu un alt compatriot, Walter Rosenberg, care după evadare și-a luat numele Rudolf Vrba. Rosin a fost interogat brutal de Gestapo despre evadarea lor, dar fără rezultat, deși el știa vag despre ea și i-a ajutat în oarecare măsură. I-a fost luată funcția de Blockälteste și a fost trecut la muncă într-o carieră de pietriș.
Czesław Mordowicz, un evreu din Polonia, ajunsese și el acolo după ce, tot din cauza evadării lui Vrba și Wetzler, i se luase și lui funcția de responsabil cu scriptele la o baracă. Grupul lui îl avea kapo⁠(d) pe un polonez căruia i-a spus că vrea să evadeze, iar acesta l-a ajutat împreună cu grupul să-și pregătească evadarea, inclusiv ca să sape o ascunzătoare în cariera de pietriș. Mordowicz trebuia să aibă și un partener pentru evadare. Se și înțelesese cu un deținut cunoscut, dar acesta a fost luat într-un Sonderkommando și nu mai putea evada. Mordowicz mai avea foarte puțin timp, o săptămână, înainte de data fixată pentru evadare, și l-a găsit partener pe Rosin, pe care abia îl cunoștea.

### Evadarea
La 27 mai 1944, Mordowicz și Rosin au intrat în ascunzătoare, care a fost mascată de camarazi. După ce s-a constatat lipsa lor, gardienii i-au căutat până în noapte, dar nu i-au găsit. Evadații ar fi trebuit să stea ascunși timp de trei zile, dar era înfundată țeava subțire prin care trebuiau să primească aer, și au început să se sufoce. Au trebuit să iasă din ascunzătoare a doua zi seara, și au reușit să se strecoare între două turnuri de pază.
Au mers pe jos, ocolind locurile deschise și localitățile, pe cât posibil prin păduri, și primind de mâncare de la locuitori ai unor case izolate. Au făcut o parte din drum și pe acoperișul unui vagon de tren, apoi au trecut pe jos munții în Slovacia, unde au ajuns la 6 iunie.

### După evadare
Neavând acte și nemaifiind vigilenți, au fost arestați în aceeași zi de jandarmi slovaci și duși la tribunalul orașului Spišská Stará Ves. Aici Rosin a întâlnit întâmplător un funcționar pe care îl cunoștea. În Slovacia, deși era aliata Germaniei, fusese oprită temporar deportarea evreilor și în oraș mai exista o comunitate evreiască. Funcționarul a anunțat-o despre prezența în arest a celor doi evadați, iar un reprezentant al comunității le-a dat câte un dolar american, ca ei să poată spune că sunt contrabandiști. Au fost duși în orașul Liptovský Mikuláš, unde au primit o amendă, pe care a plătit-o comunitatea evreiască din localitate.
De la Bratislava a venit un reprezentant al Consiliului Evreiesc din Slovacia, organism creat conform legilor de atunci, care i-a interogat împreună cu un rabin pe fiecare în parte, apoi a formulat în scris relatările lor. După aceea, evadații s-au dus la Bratislava, unde s-au întâlnit cu cei care au evadat înaintea lor, Vrba și Wetzler.
Rosin a locuit la Bratislava cu acte false, împreună cu Vrba, până în august 1944, când acesta a mers să participe la Insurecția națională slovacă. Și până atunci, și după aceea l-a ajutat să se ascundă un jandarm slovac, fost coleg de școală al lui.

### După război
După ce armata germană s-a retras din Slovacia în fața înaintării Armatei Roșii, Rosin s-a dus la Snina și a aflat că din familia lui au mai rămas în viață doi frați care emigraseră înainte de război. Toți ceilalți membri ai familiei au fost deportați și au pierit: părinții lui, al treilea frate, soția acestuia, cei doi copii ai lor, cele două surori și copilul uneia din acestea.
A lucrat o vreme la Bratislava ca gestionar al unei fierării. În 1946 s-a căsătorit cu o cehoaică și s-a mutat la Praga. În 1947 a depus mărturie la procesul de la Cracovia al unor criminali de război de la Auschwitz. În 1949, soții au emigrat în Israel, dar după scurtă vreme s-au întors la Bratislava. Între 1960 și 1966, Rosin a lucrat la televiziune, iar în 1968 a emigrat în Germania, la Düsseldorf. A murit în 1999.

## Raportul Mordowicz-Rosin
Raportul lui Mordowicz și Rosin a ajuns la Vatican în iunie 1944. La 10 iulie, cel care a consemnat relatările lor, a redactat o versiune în limba germană a raportului lor, și acesta a fost trimis în Elveția și în Turcia. Totuși, acest raport nu a fost dat publicității atunci, spre deosebire de raportul lui Vrba și Wetzler, care a fost difuzat încă din mai, și informațiile din el au apărut în cursul verii în multe articole de presă.
Raportul Mordowicz-Rosin a fost difuzat abia în noiembrie 1944, ca parte a raportului Vrba-Wetzler și împreună cu un al treilea raport, de fapt primul care a fost redactat, difuzat separat anterior, în iunie, cel al lui Jerzy Tabeau, un alt evadat de la Auschwitz. Cele trei rapoarte ajunseseră la Washington, D.C., la Biroul Refugiaților de Război⁠(d) instaurat de președintele Franklin Delano Roosevelt. La 18 noiembrie, biroul le-a furnizat presei sub formă de text dactilografiat, apoi le-a publicat la 26 noiembrie într-o broșură de 30 de pagini. Cei cinci autori ai rapoartelor nu sunt numiți, deoarece se găseau pe teritoriul încă ocupat de germani și riscau să fie prinși, cum a și fost Mordowicz, iar rapoartele nu apar în ordinea cronologică a redactării lor, ci în cea a importanței pe care le-au acordat-o comunitățile afectate și Aliații.
În cele două documente de mai sus, raportul Mordowicz-Rosin constituie capitolul III (p. 28-33 în textul dactilografiat și p. 19-21 în broșură) al primei părți, întitulată Report No. 1 The Extermination Camps of Auschwitz (Oswiecim) and Birkenau in Upper Silesia (Raportul nr. 1 Lagărele de exterminare din Auschwitz (Oswiecim) și Birkenau din Silezia Superioară). Acest capitol completează raportul Vrba-Wetzler cu informații despre perioada 7 aprilie-27 mai 1944: aducerea de deportați din mai multe țări ocupate de naziști și mai ales, începând cu 10 mai 1944, a din ce în mai mulți evrei din Ungaria. Mărturia autorilor săi confirmă caracterul de genocid al exterminării evreilor. Astfel, ei relatează că din 15 mai până la evadarea lor la 27 mai, au fost aduși zilnic circa 14-15.000, dintre care 90% au fost gazați imediat. Ei raportează de asemenea despre experiențele făcute pe femei prizoniere.

## Legătură externă
- de  Oral history interview with Ernest Rosin (Interviu istoric oral cu Ernest Rosin); transcrierea interviului: Interview with Ernest Rosin, 3 februarie 1997, RG-50.030*0383, colecția de istorie orală a Muzeului Memorial al Holocaustului din Statele Unite ale Americii, collections.ushmm.org (accesat la 14 iulie 2024)